# Ивановский, Роман Геннадьевич
Роман Геннадьевич Ивановский (род. 29 июня 1977 года, Волгоград, СССР) — российский пловец. Серебряный призёр летних Олимпийских игр 1996 в комбинированной эстафете 4×100 метров (принимал участие в предварительных заплывах). Серебряный призёр чемпионата мира 2003 и Универсиады 2003 в комбинированной эстафете 4×100 метров. Бронзовый призёр чемпионата мира 2000 по плаванию на короткой воде на дистанции 100 метров брассом. Тренировался под руководством В. Авдиенко.
Ныне - старший преподаватель кафедры «Физического воспитания и здоровья» Самарского государственного медицинского университета.
Участник Эстафеты Олимпийского огня «Сочи-2014» в городе Тольятти.

## Личная жизнь
Летом 2004 года женился. Супруга - Кристина, также в прошлом пловчиха, сын - Илья (2004 г.р.) Женился 03.07.2020 Супруга Хания

## Награды и звания
- Заслуженный мастер спорта России
- Орден "За заслуги перед Отечеством" II степени (2004) - за высокие спортивные достижения.[4]